# Ryszard Burak
Ryszard Burak (ur. 3 lutego 1954 w Szczecinie) – wioślarz, inżynier, olimpijczyk z Montrealu 1976 i Moskwy 1980.
Zawodnik klubu Czarni Szczecin.

## Osiągnięcia
- 1974
  - 1 miejsce w mistrzostwach Polski w dwójce ze sternikiem
- 1975
  - 1 miejsce w mistrzostwach Polski w dwójce ze sternikiem
- 1976
  - 8 miejsce na igrzyskach olimpijskich w czwórce ze sternikiem
  - 1 miejsce w mistrzostwach Polski w dwójce podwójnej ze sternikiem
- 1979
  - 1 miejsce w mistrzostwach Polski w czwórce podwójnej
  - 8 miejsce na mistrzostwach świata w czwórce podwójnej
- 1980
  - 7 miejsce na igrzyskach olimpijskich w czwórce podwójnej
- 1981
  - 11 miejsce w mistrzostwach świata w czwórce podwójnej
- 1982
  - 9 miejsce w mistrzostwach świata w czwórce podwójnej